# Liste der Mitglieder der Deutschen Akademie der Naturforscher Leopoldina/1763
Die Liste der Mitglieder der Deutschen Akademie der Naturforscher Leopoldina für 1763 enthält alle Personen, die im Jahr 1763 zum Mitglied ernannt wurden. Insgesamt gab es neun neu gewählte Mitglieder.

## Mitglieder
| Nr. | Name                           | Beiname           | Geboren       | Aufnahme | Gestorben     | Bild | Datenbank |
| --- | ------------------------------ | ----------------- | ------------- | -------- | ------------- | ---- | --------- |
| 653 | Daniel Hieronymus von Praun    | Iason III.        |               | 4. Jan.  |               |      | 2497      |
| 654 | Johann Kaspar Sulzer           | Stantius II.      |               | 10. Jan. |               |      | 6851      |
| 655 | Peter von Westen               | Philoxenus V.     |               | 13. Feb. |               |      | 7249      |
| 656 | Johann Friedrich Karl Grimm    | Clidemus III.     | Feb. 1737     | 6. Mrz.  | 21. Okt. 1821 |      | 3029      |
| 657 | Joseph Anton Carl              | Nebrus II.        | 3. Aug. 1725  | 10. Mai  | 22. März 1799 |      | 3138      |
| 658 | John Strange                   | Philetes III.     |               | 20. Mai  | 19. März 1799 |      | 6820      |
| 659 | Johann Georg Anton von Stengel | Philaretus III.   | 21. März 1721 | 26. Sep. | 10. Mai 1798  |      | 2529      |
| 660 | Arnout Vosmaer                 | Archibius II.     | 23. Okt. 1720 | 21. Okt. | 15. Jan. 1799 |      | 2543      |
| 661 | Johann Hieronymus Chemnitz     | Aristomachus III. | 10. Nov. 1730 | 12. Dez. | 12. Okt. 1800 |      | 1676      |

## Hinweis zu den Lebensdaten
In der Liste sind zunächst die Lebensdaten gemäß Archiv der Leopoldina aufgenommen. Diese beziehen sich bei noch nicht erstellten Namensartikeln auf die Angaben gem. Neigebaur (1860) und Ule (1889). Die Lebensdaten im später erstellten Namensartikel können daher noch von den Lebensdaten in der Liste abweichen.